# Севен-Корнерс (Вірджинія)
Севен-Корнерс (англ. Seven Corners) — переписна місцевість (CDP) в США, в окрузі Ферфакс штату Вірджинія. Населення — 9131 особа (2020).

## Географія
Севен-Корнерс розташований за координатами 38°51′56″ пн. ш. 77°8′41″ зх. д. / 38.86556° пн. ш. 77.14472° зх. д. (38.865522, -77.144814).  За даними Бюро перепису населення США в 2010 році переписна місцевість мала площу 1,78 км², з яких 1,77 км² — суходіл та 0,01 км² — водойми.

## Демографія
Згідно з переписом 2010 року, у переписній місцевості мешкало 9255 осіб у 3613 домогосподарствах у складі 1981 родини. Густота населення становила 5201 особа/км².  Було 3767 помешкань (2117/км²).
Расовий склад населення:
| - 44,4 % — білих - 19,9 % — азіатів - 7,2 % — чорних або афроамериканців - 0,9 % — корінних американців - 0,1 % — вихідців з тихоокеанських островів - 21,4 % — осіб інших рас |

До двох чи більше рас належало 6,1 %. Частка іспаномовних становила 44,3 % від усіх жителів.
За віковим діапазоном населення розподілялося таким чином: 20,9 % — особи молодші 18 років, 69,3 % — особи у віці 18—64 років, 9,8 % — особи у віці 65 років та старші. Медіана віку мешканця становила 34,1 року. На 100 осіб жіночої статі у переписній місцевості припадало 109,2 чоловіків;  на 100 жінок у віці від 18 років та старших — 108,0 чоловіків також старших 18 років.
Середній дохід на одне домашнє господарство  становив 72 238 доларів США (медіана — 56 111), а середній дохід на одну сім'ю — 88 457 доларів (медіана — 72 315). Медіана доходів становила 46 611 долар для чоловіків та 42 655 доларів для жінок. За межею бідності перебувало 19,8 % осіб, у тому числі 29,9 % дітей у віці до 18 років та 25,8 % осіб у віці 65 років та старших.
Цивільне працевлаштоване населення становило 5079 осіб. Основні галузі зайнятості: науковці, спеціалісти, менеджери — 18,4 %, мистецтво, розваги та відпочинок — 15,2 %, освіта, охорона здоров'я та соціальна допомога — 14,1 %.